# Amazmaz

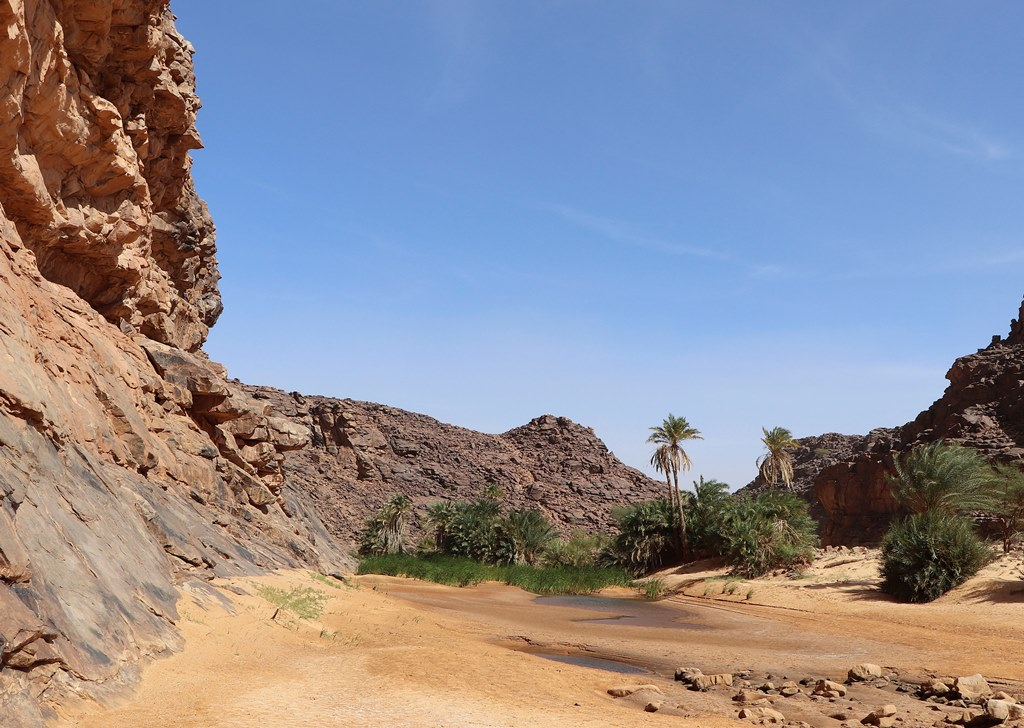
Amazmaz

Amazmaz (arabisch أمزمز, DMG Amazmaz) ist eine isolierte Anhöhe mit steilen Flanken im Westen des Adrar-Plateaus in Mauretanien, etwa 300 km nordöstlich der Hauptstadt Nouakchott.

## Felsmalereien der Gueltas von Amazmaz
Am Fuß der Klippe gibt es mehrere Guelta (Gueltas von Amazmaz), eine Reihe von Wasserlöchern, die zwischen den Felsen versteckt sind und von Schluchten umgeben. Diese Wasserlöcher wurden seit Jahrtausenden von Menschen besucht, wie Felsbilder an den Hängen oberhalb der Wasserstellen beweisen.

## Galerie

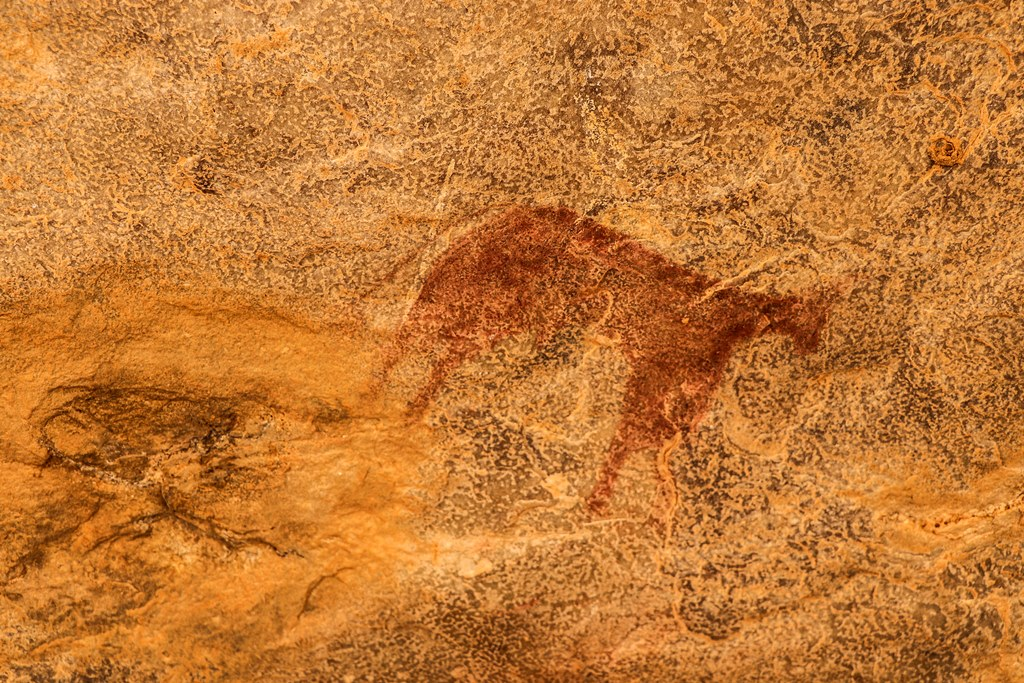
Felsmalerei eines Rindes
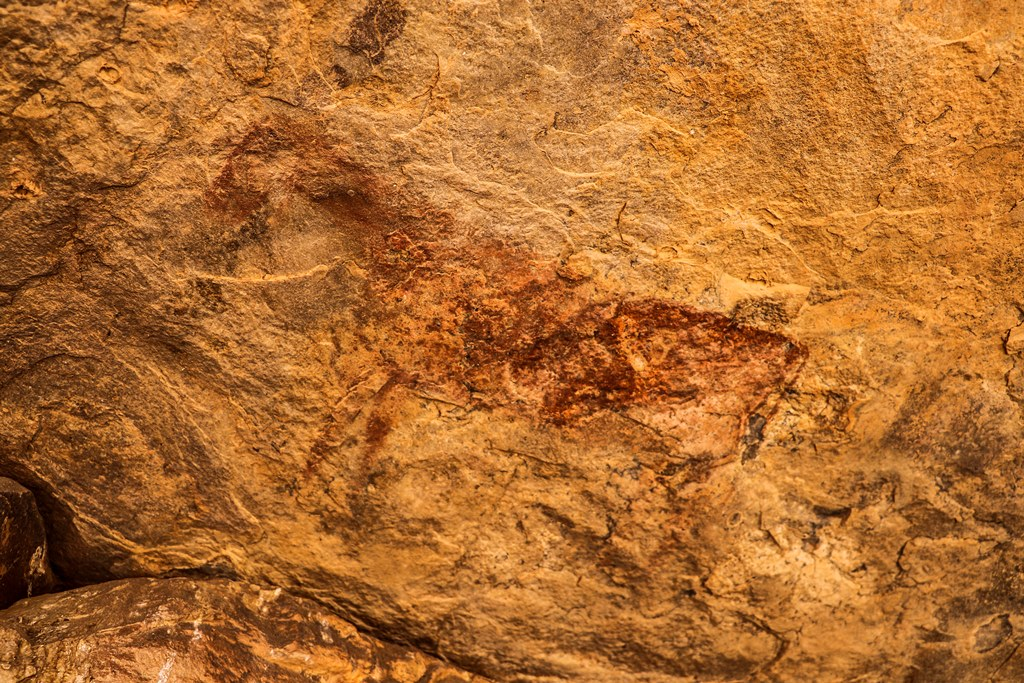
Felsmalerei eines Rindes
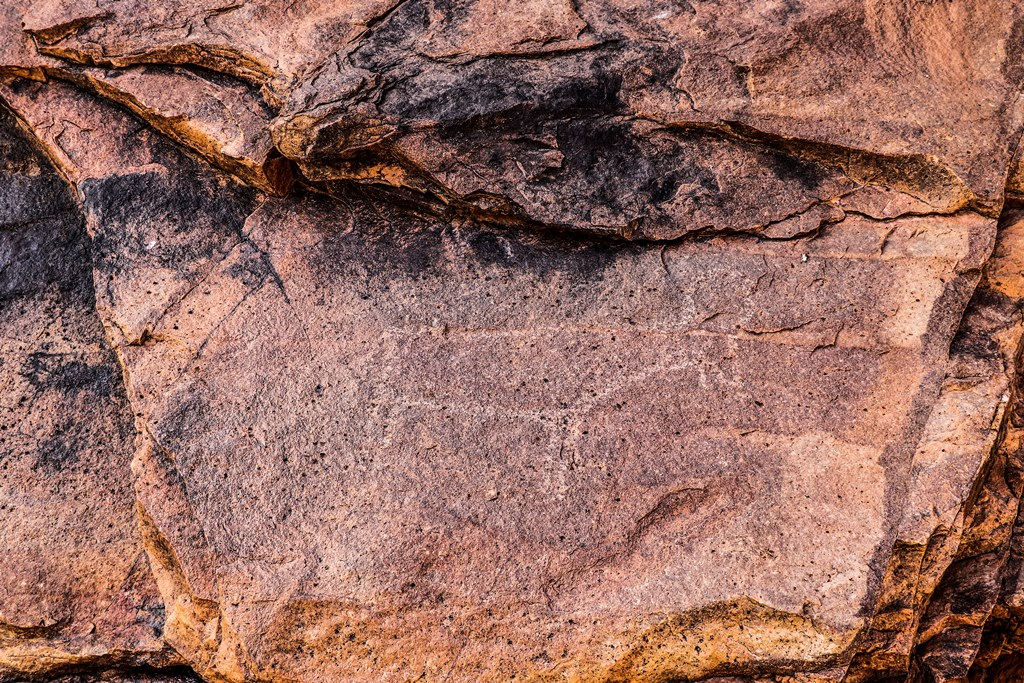
Felsmalerei eines Rindes